# 卡塔考斯區
卡塔考斯區（西班牙語：Distrito de Catacaos），是秘魯的一個區，位於該國西北部皮烏拉大區的皮烏拉省，面積2,565.78平方公里，海拔高度23米，2005年人口64,822，人口密度每平方公里25人。